# DUMMY
DUMMY是香港男歌手姜濤在2023年5月29日推出的單曲。歌曲在正式派台前，率先在2023年4月2日《HKT西九音樂節：越流行》及2023年5月14日在馬來西亞《One Love Asia Festival 2023 – Malaysia》作現場演繹。
歌曲音樂錄像在同日晚上8時在YouTube平台推出，點擊迅速在15小時後突破123萬，並分別在熱門影片及熱門音樂影片成為第一位。成績理想。

## 創作背景
姜濤本打算在2023年初推出一首較輕快的歌曲，但自叱咤事件後，他覺得要推出一首能夠提醒自己的作品。姜濤說：「叱咤之後，對於自己好多表現都好唔滿意，所以希望出一隻自嘲嘅歌，同時藉歌曲提醒自己要保持清醒，觀眾無論鬧或讚，我都能夠勇於去接受，因為有人鬧、有人話，都好過冇人留意，而且自己仲有好多進步空間。因為想帶出呢個Message，所以用咗3、4個月籌備歌曲。」
從填詞人梁栢堅在錄音訪問中得悉《DUMMY》初稿巳在2022年12中巳提交，原先題材是取材自占基利的《The Truman Show》的電影。姜濤直認不滿自己於叱咤頒獎禮當晚表現，亦收到不少評論同攻擊，自此不敢再重溫自己任何表演，原本甚至打算今年內暫停推出新歌；後來得悉今年會參于西九音樂節及個人演唱會；當時他決定重頭正面去面對自己要改善之處，亦重啟製作新歌的計劃，聽到此曲demo後決定出歌面對兼反思自己！所以在2023年1月左右的時間，再收到監制Edward的通知，希望將當時的《DUMMY》修改成為有自嘲意味的版本。
姜濤更透露為了改善咬子發音間題，專誠邀請了自己以前的中文老師全程監督。

## 製作團隊
- 作曲：KW 朱敏希
- 填詞：梁栢堅
- 編曲：Y.Siu@emp
- 監製：Edward Chan
- 所有樂器：Y.Siu
- Additional Strings Programming ： Edward Chan
- 和音編排：Edward Chan/ KW朱敏希
- 和音：KW朱敏希/ Hailey L
- ProTools Editing ：Edward Chan/ Y.Siu/ Edwin Tong
- 聲音錄製：Edward Chan@nova
- 混音：Matthew Sim assisted by Jonathan Sim

## 音樂錄像
《DUMMY》音樂錄像於2023年5月29日晚上8時於MIRROR YouTube 頻道發佈。MV由伍致綸(Ares Wu)所執導, 並特別邀請羅志祥的御用排舞老師大目負責編舞。
從MV導演Ares Wu在Instatram中的分享：「MV的核心理念圍繞著姜濤內心黑暗面的掙扎與自我的覺醒，並以暗黑的視覺風格呈現。在MV中，夢境中的雷聲與《鏡中鏡》結尾的槍聲呼應，象徵著主角的內心衝突與轉變，而被困在電視場景中的自己和地上的槍則是鏡中鏡MV理念的延伸，表達了主角被自身黑暗面所束縛的困境。」，是用此概念貫穿MV之餘，除了作為樂迷一個彩蛋之餘，亦讓姜濤繼續一場面對自己的惡鬥。

## 派台成績

### 叱咤903專業推介 走勢
| 周次     | 第23周  | 第24周  | 第25周  | 第26周 | 第27周 | 第28周  | 第29周  |
| 放榜日期 | 6月10日 | 6月17日 | 6月24日 | 7月1日 | 7月8日 | 7月15日 | 7月22日 |
| 榜上位置 | 16      | 19      | 13      | 5      | 8      | 12      | 5       |
| -------- | ------- | ------- | ------- | ------ | ------ | ------- | ------- |

### 香港電台第二台 中文歌曲龍虎榜 走勢
| 周次     | 第28周  | 第29周  | 第30周  | 第31周 |
| 放榜日期 | 7月15日 | 7月22日 | 7月29日 | 8月5日 |
| 榜上位置 | 8       | 7       | 6       | 19     |
| -------- | ------- | ------- | ------- | ------ |

### 新城知訊台 勁爆本地榜 走勢
| 周次     | 第28周  | 第29周  | 第30周  | 第31周 |
| 放榜日期 | 7月15日 | 7月22日 | 7月29日 | 8月5日 |
| 榜上位置 | 8       | 7       | 8       | 1      |
| -------- | ------- | ------- | ------- | ------ |

### ViuTV Chill Club 推介榜 走勢
| 周次     | 第26周  | 第27周 | 第28周 | 第29周  |
| 放榜日期 | 6月25日 | 7月2日 | 7月9日 | 7月16日 |
| 榜上位置 | 8       | 2      | 3      | 1       |
| -------- | ------- | ------ | ------ | ------- |

### 加拿大至 HIT 中文歌曲排行榜
| 周次     | 第24周  | 第25周  | 第26周 | 第27周 | 第28周  |
| 放榜日期 | 6月17日 | 6月24日 | 7月1日 | 7月8日 | 7月15日 |
| 榜上位置 | 11      | 6       | 4      | 1      | 8       |
| -------- | ------- | ------- | ------ | ------ | ------- |